# Valjala (gemeente)
Valjala (Estisch: Valjala vald) is een voormalige gemeente in de Estlandse provincie Saaremaa. De gemeente telde 1329 inwoners (1 januari 2017) en had een oppervlakte van 180,4 km². Ze lag aan de zuidkust van het eiland Saaremaa. De hoofdplaats was Valjala.
In oktober 2017 ging Valjala op in de fusiegemeente Saaremaa.

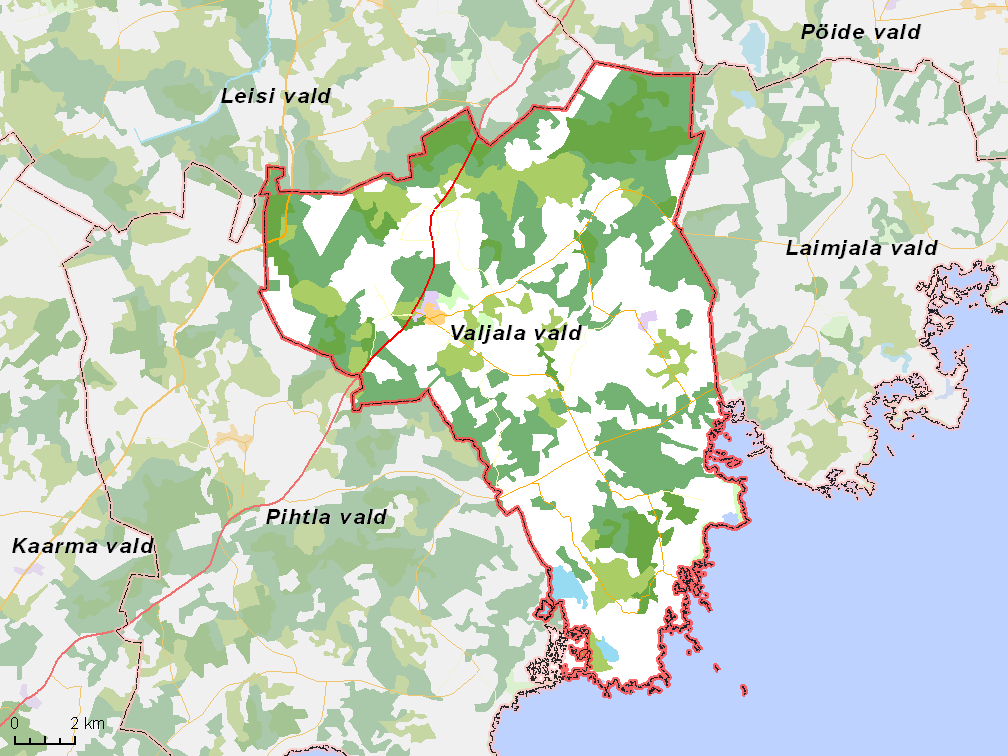
De gemeente met omliggende gemeenten, situatie begin 2014

## Plaatsen
In de gemeente lagen:
- één plaats met de status van vlek (Estisch: alevik): Valjala;
- 32 dorpen: Ariste, Jõelepa, Jööri, Jursi, Kalju, Kallemäe, Kalli, Kogula, Koksi, Kõnnu, Kõriska, Kuiste, Kungla, Lööne, Männiku, Nurme, Oessaare, Põlluküla, Rahu, Rannaküla, Röösa, Sakla, Siiksaare, Tõnija, Turja, Undimäe, Väkra, Väljaküla, Vanalõve, Veeriku, Vilidu en Võrsna.